# Пшибково (Валецький повіт)
Пшибково (пол. Przybkowo, нім. Philippshof) — село в Польщі, у гміні Валч Валецького повіту Західнопоморського воєводства.
Населення — 329 осіб (2011).
У 1975-1998 роках село належало до Пільського воєводства.

## Демографія
Демографічна структура станом на 31 березня 2011 року:
|          | Загалом | Допрацездатний вік | Працездатний вік | Постпрацездатний вік |
| -------- | ------- | ------------------ | ---------------- | -------------------- |
| Чоловіки | 170     | 39                 | 113              | 18                   |
| Жінки    | 159     | 39                 | 94               | 26                   |
| Разом    | 329     | 78                 | 207              | 44                   |